# Thomas Blaschek
Thomas Blaschek (né le 5 avril 1981 à Gera) est un athlète allemand spécialiste du 110 mètres haies. 

## Carrière
Il se révèle durant la saison 2000 en remportant à Santiago du Chili la médaille de bronze des Championnats du monde juniors, terminant à deux dixièmes de seconde du Cubain Yuniel Hernández. En 2005, il devient champion d'Allemagne du 110 m haies, avant d'établir à Cuxhaven la meilleure performance de sa carrière sur la distance avec 13 s 31. L'année suivante, il monte sur la deuxième marche du podium des Championnats d'Europe de Goteborg, derrière le Letton Stanislavs Olijars.

## Palmarès
| Année | Compétition                    | Lieu              | Place | Discipline  |
| ----- | ------------------------------ | ----------------- | ----- | ----------- |
| 2000  | Championnats du monde juniors  | Santiago du Chili | 2e    | 100 m haies |
| 2005  | Championnats d'Europe en salle | Gand              | 5e    | 60 m haies  |
| 2006  | Championnats du monde en salle | Moscou            | 6e    | 60 m haies  |
| 2006  | Championnats d'Europe          | Goteborg          | 2e    | 100 m haies |

## Records
| Épreuve     | Temps   | Date       | Lieu      |
| ----------- | ------- | ---------- | --------- |
| 60 m haies  | 7 s 54  | 02/02/2008 | Stuttgart |
| 110 m haies | 13 s 31 | 09/07/2005 | Cuxhaven  |